# Інсектофобія

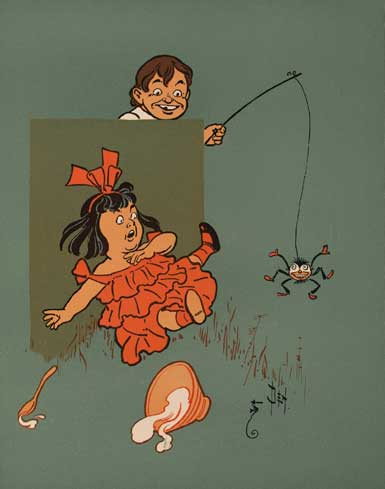
На ілюстрації до англійського віршика «Little Miss Muffet», героїня якого боялася павуків, художник Вільям Денслоу зобразив тварину з шістьма ногами, як у більшості комах

Інсектофобія — одна зі специфічних фобій, пов'язана зі страхом перед комахами. Належить до класу зоофобій. До інсектофобії схильні люди всіх вікових груп.

## Етіологія та симптоматика
Інсектофобія — збірна назва ірраціональних страхів перед комахами. Вона може бути виражена як у формі страху перед усіма комахами, так і у вигляді страху перед їх окремими групами. Найбільш поширені види інсектофобії:
- апіфобія — страх перед бджолами
- мірмекофобія — страх перед мурашками
- кнідофобія — страх перед жалкими комахами
- ізоптерофобія — страх перед термітами.

Близьким до інсектофобії є страх перед павуками, арахнофобія.
Люди, які страждають на інсектофобію, зазвичай мають такі конкретні страхи:
- комахи можуть наповнити їхні будинки або потрапити в їхнє тіло
- комахи можуть тікати та вислизати за допомогою гнучких рухів, а потім затаїтися
- комахи можуть швидко розмножитися в великих кількостях та пошкодити почуттю індивідуальності людини
- комахи загрожують нанести шкоду тілу людини чи її майну
- дивні тіла комах мають чужинський вигляд і можуть містити в собі паранормальний вміст
- комахи можуть захопити волю та самоконтроль людини

Інсектофобія має суттєвий генетичний компонент: діти людей з інсектофобією з великою імовірністю розвивають цю фобію.
Симптоматика проявів інсектофобії може значно варіюватися у різних пацієнтів — у дорослих вона може бути виражена менш інтенсивно, ніж у дітей, через їхню більшу психологічну стійкість. Однак і в дорослих можуть виникати панічні атаки, які частіше спостерігаються у жінок. У деяких випадках можливий розвиток важких психічних симптомів, з ризиком нанесення пацієнтом шкоди самому собі за допомогою отруйних мазей, що наносяться на тіло, спроб знищити комах вогнем тощо.
Симптоматичні прояви інсектофобії можуть виражатися в такій формі:
- соматичні прояви страху (розширені зіниці, рясне потовиділення, збліднення або гіперемія шкіри обличчя, м'язовий гіпертонус, психомоторне збудження);
- наполегливе бажання пацієнта уникнути зустрічі з комахою;
- панічні атаки при контакті з комахами;
- ірраціональні дії пацієнта, що вживаються для захисту себе і оточуючих від предмета свого страху — обприскування приміщень і людей отрутами, носіння захисного одягу і т. д.

На підставі клінічної картини, а також за розпитувань самого пацієнта і його рідних проводиться діагностика фобії, іноді може знадобитися безпосереднє спостереження за реакцією пацієнта на предмет його страху.

## Лікування
Лікування інсектофобії показано при значному впливі на якість життя пацієнта. Серед видів психотерапії, що допомагають при інсектофобії (як і при більшості інших фобій) - експозиційна, конфронтаційна і когнітивно-поведінкова терапія, які в більшості випадків позбавляють пацієнта від ірраціонального страху перед комахами і звужують рамки фобії до раціональних побоювань. Як експозиційну терапію цієї фобії використовують, наприклад, для дитини придбання енциклопедії комах, що містить великі барвисті фотографії, або перегляд фільмів про комах. Можлива також демонстрація людині живих комах, а також відтворення їх засобами віртуальної реальності. Експозиційна терапія зазвичай дає добрі результати в майже 90 % випадків.
Слід намагатися уникати проявів гіперкомпенсації страху, коли у пацієнта виникає прагнення до утримання в будинку небезпечних комах, адже це може спровокувати відновлення фобії. Профілактика інсектофобії проявляється в обмеженні контактів з комахами, а також будь-яких пов'язаних з ними негативних впливів.

## Епідеміологія та наслідки
У США станом на 1998 рік понад 11 мільйонів осіб страждали на інсектофобію. Якщо ж до цього числа включати багатоніжок, павуків і кліщів, яких часто сприймають за комах, то кількість хворих досягає 19 мільйонів.
Люди, що страждають на інсектофобію, схильні до використання інсектицидних спреїв при перших ознаках появи комах, зокрема нешкідливих і безпечних. Це призводить до отруєнь та забруднення навколишнього середовища.